# Коридор Вазарі
 Коридор Вазарі італ. Corridoio Vasariano — видовжена крита галерея-перехід у Флоренції, що створив архітектор і художник Джорджо Вазарі (1511—1574).

## Передісторія
Тосканському герцогу Козімо I Медічі треба було якось діставатися до власних кабінетів, розташованих в Уффіці, де він звик працювати. Але треба було проходити через Старій міст (Понте Веккьо) та терпіти сусідство торговців м'ясом та чинбарів, що торгували обробленими шкірами і натовпом флорентійців. Для зручності ремісники розташували поряд з мостом і власні майстерні. Декілька убивств представників родини Медічі примушували і герцога дбати про власну безпеку (останнє убивство відбулося у 1537 році, коли загинув Олессандро Медічі, що був покровителем молодого тоді Вазарі). Козімо і замовив Вазарі незвичну непарадну споруду, що мала забезпечити йому безпеку та безперешкодний прохід до Уффіці або до Палаццо Веккьо, де перебував уряд Тоскани.

## Особливості місцезнаходження

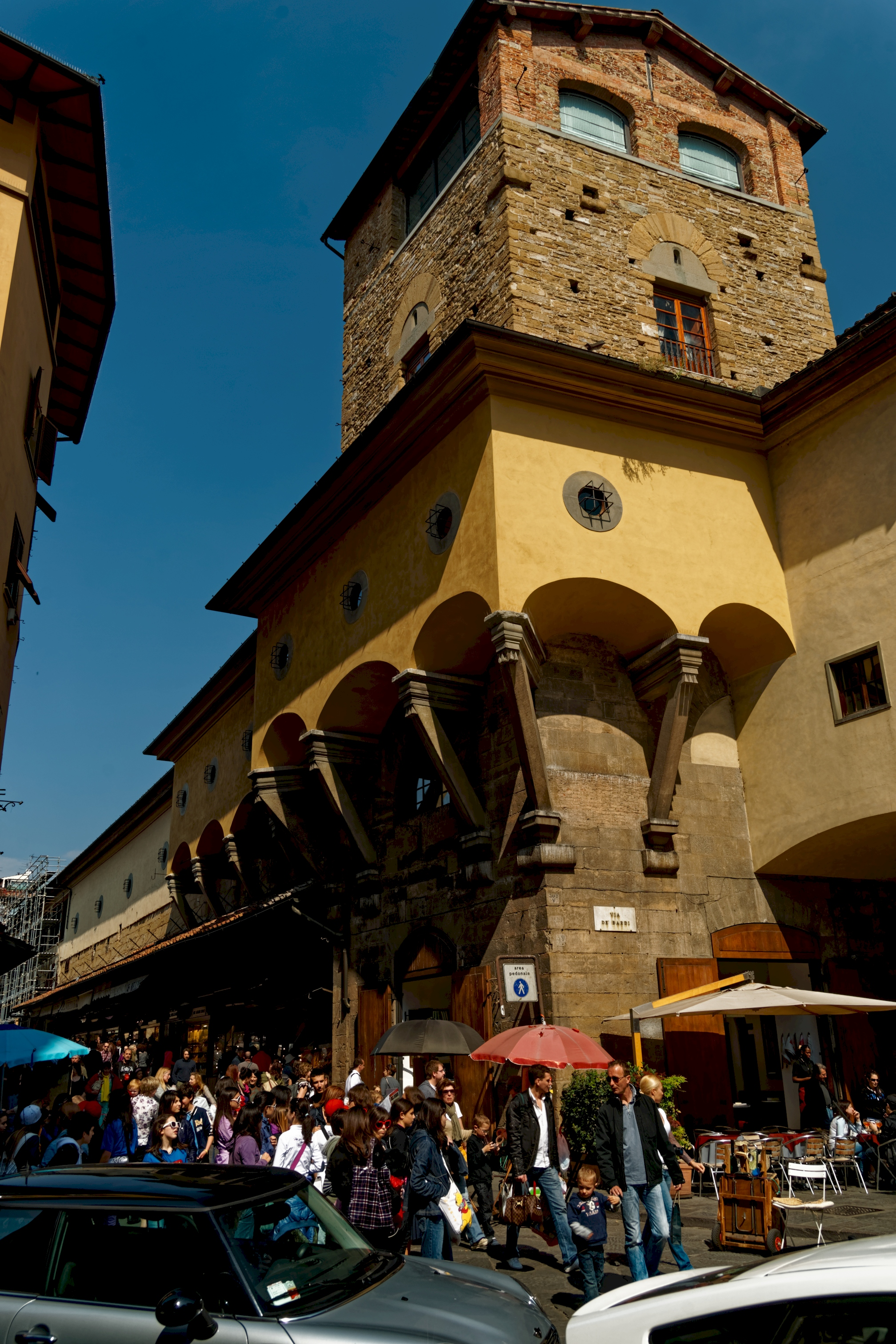
Коридор Вазарі оминає вежу родини Маннеллі.

Вазарі не належав до видатних архітекторів, тому запропонував герцогові довгий коридор, освітлений невеликими вікнами. Галерею коридору підняли на арках, вхід був через малопомітні двері в приватних садах Боболі. Коридор йшов від палаццо Веккьо, приводив до споруди Уффіці, куди можна було дістатися непоміченим. Проект був затверджений герцогом і будівництво розпочалося. Міркування безпеки головували, тому коридор провели також через балкон церкви Фелічіта, куди безпечно могла дістатися і родина герцога з дітьми, аби бути присутніми на католицьких месах. Формально коридор присвятили одруженню сина герцога Франческо I Медичи з Йоанною Австрійською, Медічі цим весіллям породнилися з Габсбурзькою династією.
Під час будівництва коридор також мав перетнути приватну вежу родини Маннеллі. Перемови з родиною не мали успіху, гордовиті Маннеллі відмовились руйнувати власну вежу, адже це була їх приватна власність. Герцог був примушений поступитися, позаяк коридор і так проходив повз муніципальні ділянки.

## Ділянки коридору

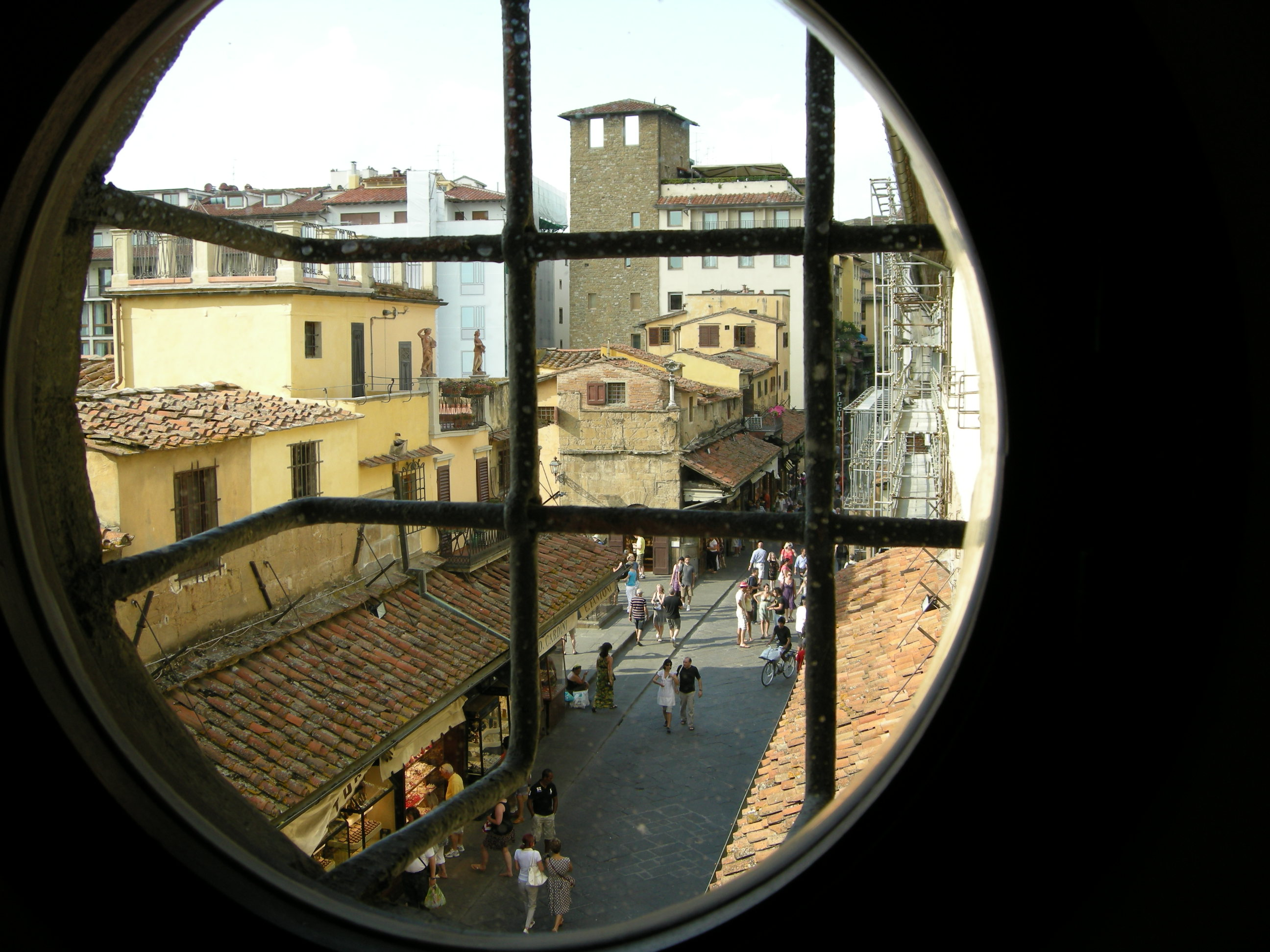

Будівництво тривало п'ять з половиною місяців (в літературі вказіки, що будівництво тривало п'ять або шість місяців). Споруду добудували у 1565 р. План споруди нагадував латинську літеру «Z» і перетинав річку Арно. Як і у всіх довідниках довжина коридору різниться від 750 метрів до одного кілометра і 200 метрів.
Найпарадніша ділянка коридору — так звана Зала п'ятисот (Salone dei Cinquecento). Це був колишній барак, котрий використовували для засідань п'ятисот депутатів, звідси і збережена назва. З роками стіни і стелю прикрасили декором за наказом Джироламо Савонароли, а пізніше, вже по страті Савонароли залу використовували для урочистих аудієнцій родиною Медічі.
Одна ділянка коридору присвячена портретам та скульптурам-погруддям представників родини Медічі і це не автопортрети.
Доступна ділянка коридору для відвідувачів має ще первісні круглі віконця, забрані декоративними гратками. Саме в цій ділянці і розташовані уславлені автопортрети художників різних країн і різних сторіч.

## Збереження творів мистецтва

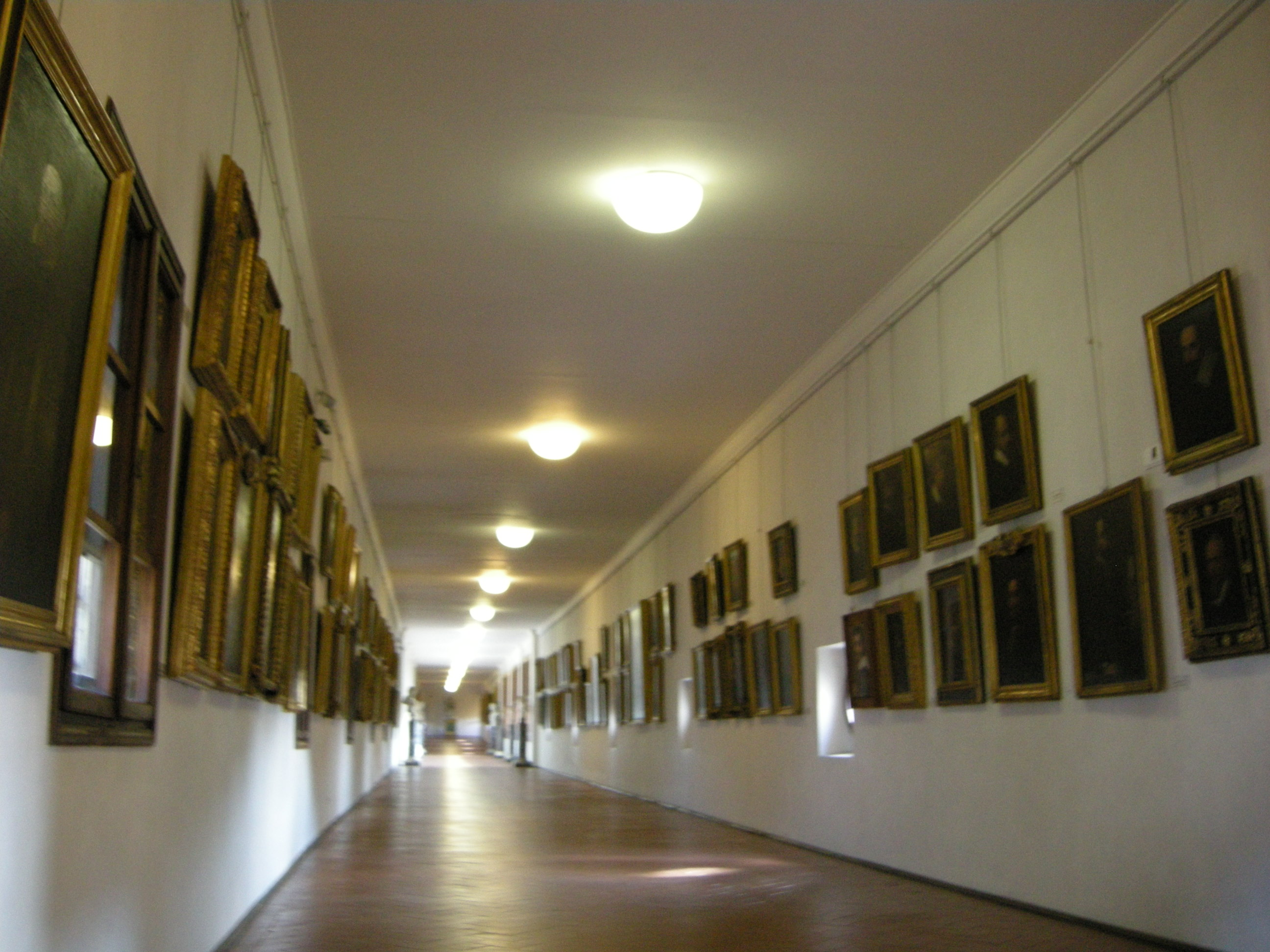

Переказують, що у Флоренції мешкав лікар, що збирав автопортрети художників. Ідея давно носилась у повітрі. Так, умовні портрети діячів минулого, римських пап і кардиналів, славетних жінок минувшини збирав священик Паоло Джовіо. Про колекцію лікаря дізнався і герцог, відвідав галерею і запропонував її продати. Лікар відмовив герцогу і той, аби не втрачати колекцію, наказав скопіювати автопортрети його колекції. З цих копій нібито і розпочалася колекція автопортетів у Медічі.
Сам коридор, споруда суто функціональна і спрощена, не мав архітектурної вартості. Але родина Медічі подбала про наповнення її скарбами мистецтва. Тут почали розміщати автопортрети шанованих художників, як італійських, так і іноземних. Згодом до них додали погруддя та невелику кількість картин різних напрямків і стилів (неаполітанська школа, римська художня школа переважно).
Частка автопортретів була замовлена, частку власних портретів подарували самі художники, не чекаючи вельможних замовлень. Тому частку автопортретів з плином часу перенесли до сховищ. Але родина Медічі подбала про твори низки уславлених митців, твори котрих самі ж і розвішували. Ці твори й досі висять на тих же місцях, де були колись розвішані історичними особами.

## Коридор Вазарі в 20 ст
Як і кожна старовинна споруда, коридор Вазарі бачив чимало історичних осіб (папи римські, Наполеон Бонапарт, Беніто Муссоліні), так і стикався з подіями драматичними та навіть злочинними. Саме в коридорі Вазарі гуляли Беніто Муссоліні та Гітлер під час візиту останнього у Флоренцію. В дні вигнання вояків-фашистів майже всі мости через річку Арно були поруйновані. Вдалося зберегти лише Старий міст, що ніс на собі ділянку коридору Вазарі. Лише у повоєнний період стала відома рятівна та благодійна діяльність німецького дипломата Герхарда Вольфа (1896—1971), котрий приховано, але діяльно сприяв вивезенню скарбів мистецтва з галереї Уффіці у безпечне місце, встиг переховати євреїв Флоренції в місяці гонінь на них (серед врятованих і відомий мистецтвознавець Бернард Беренсон). Саме Герхард Вольф сприяв збереженню Понте Веккьо з ділянкою коридора Вазарі. У повоєнні роки його зробили почесним громадянином Флоренції.
Те, що вдалося Герхарду Вольфу, не вдалося 27 травня 1993 року, коли підірвали автомобіль з вибухівкою поряд з ділянкою коридора Вазарі. Була пошкоджена як стара споруда, так і низка картин, порізаних гострими шматками скла. Залишки пошкоджених картин вирішили не реставрувати, не домальовувати оригінали, вони зібрані і перенесені на панелі з чорним тлом на згадку про варварство.

## Галерея (фасади коридору)

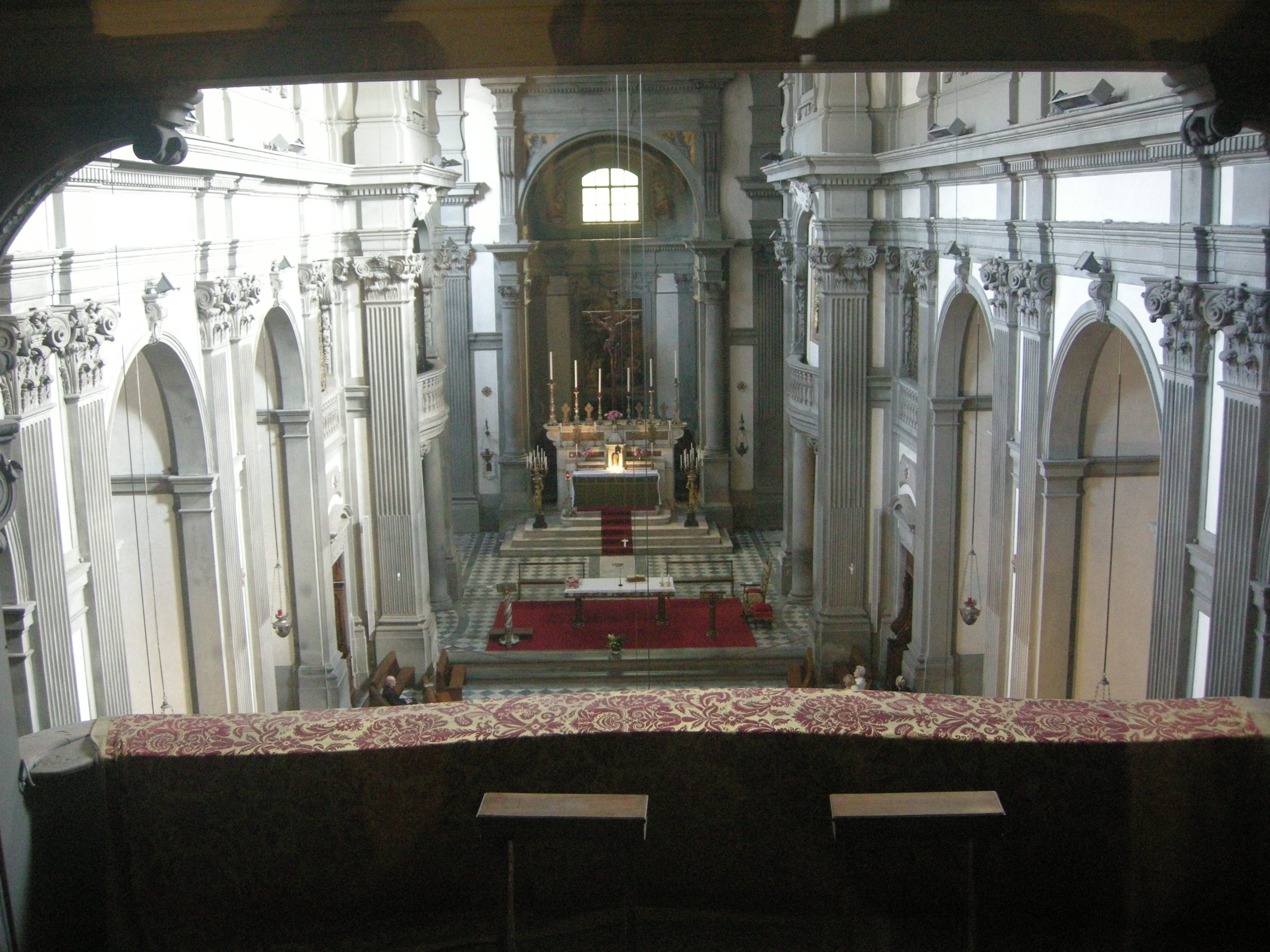
Церква Санта Фелічіта, інтер'єр від коридору Вазарі

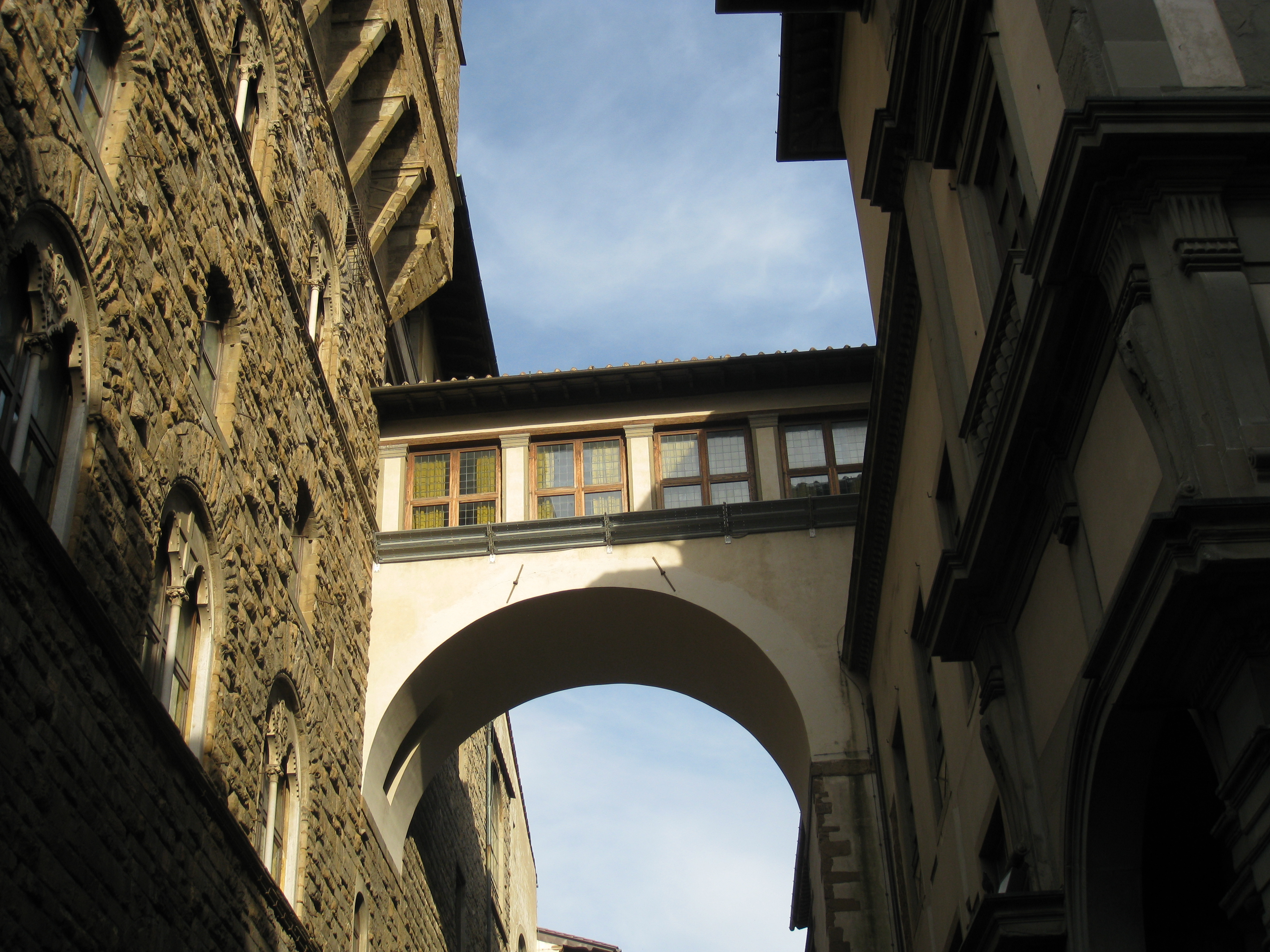
Перехід над вулицею
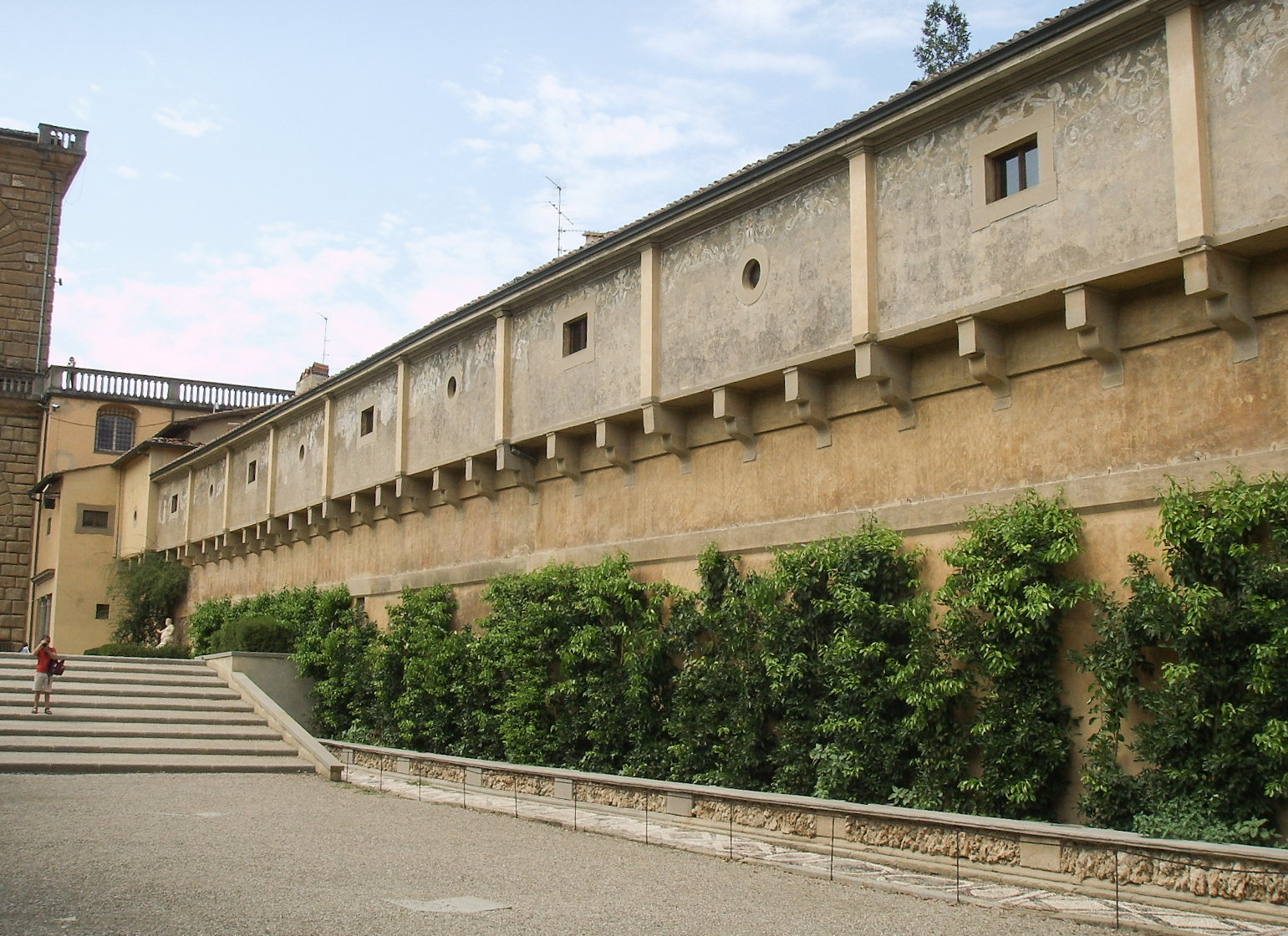
Коридор Вазарі біля палаццо Пітті
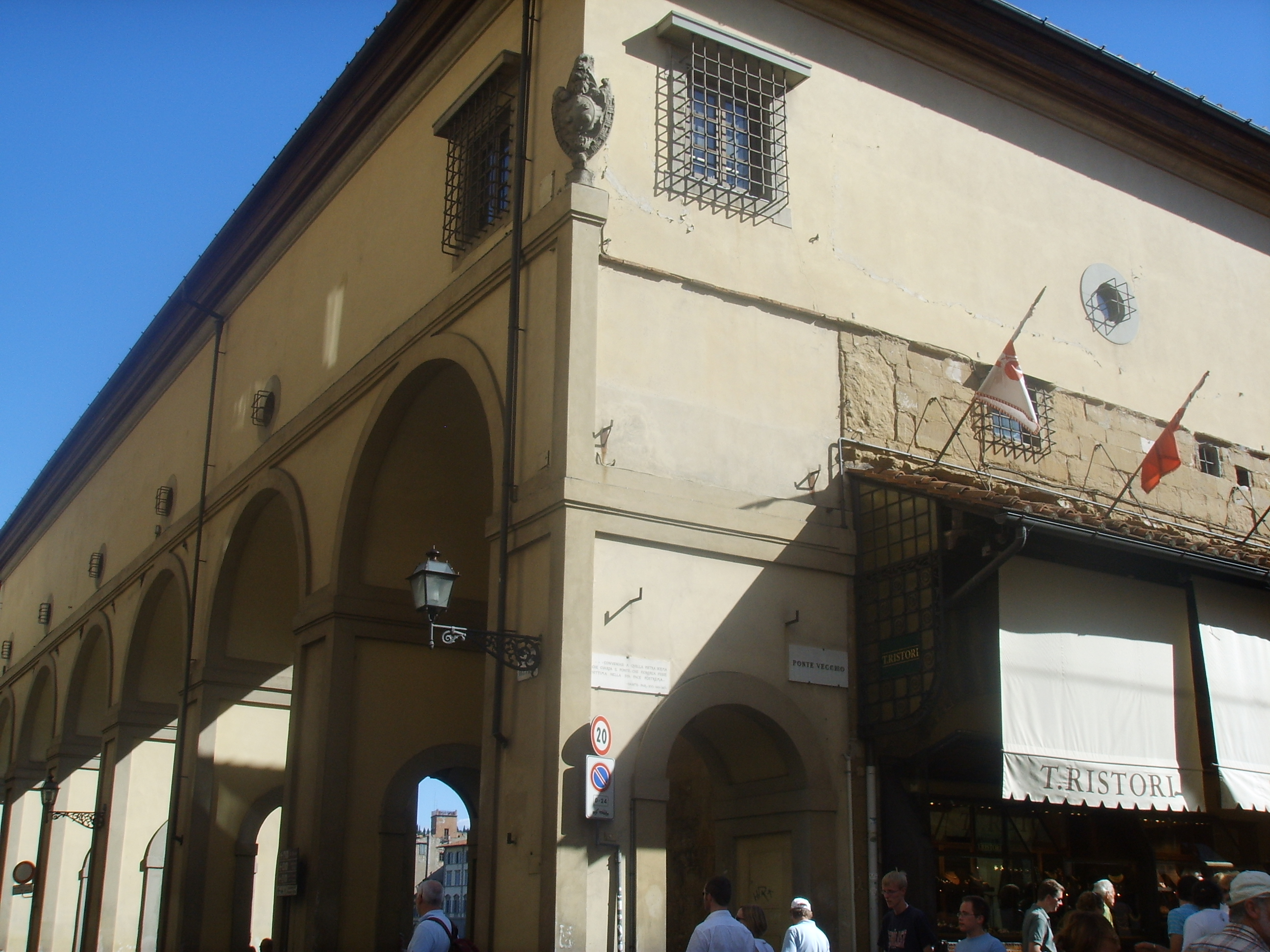
Арки коридору Вазарі
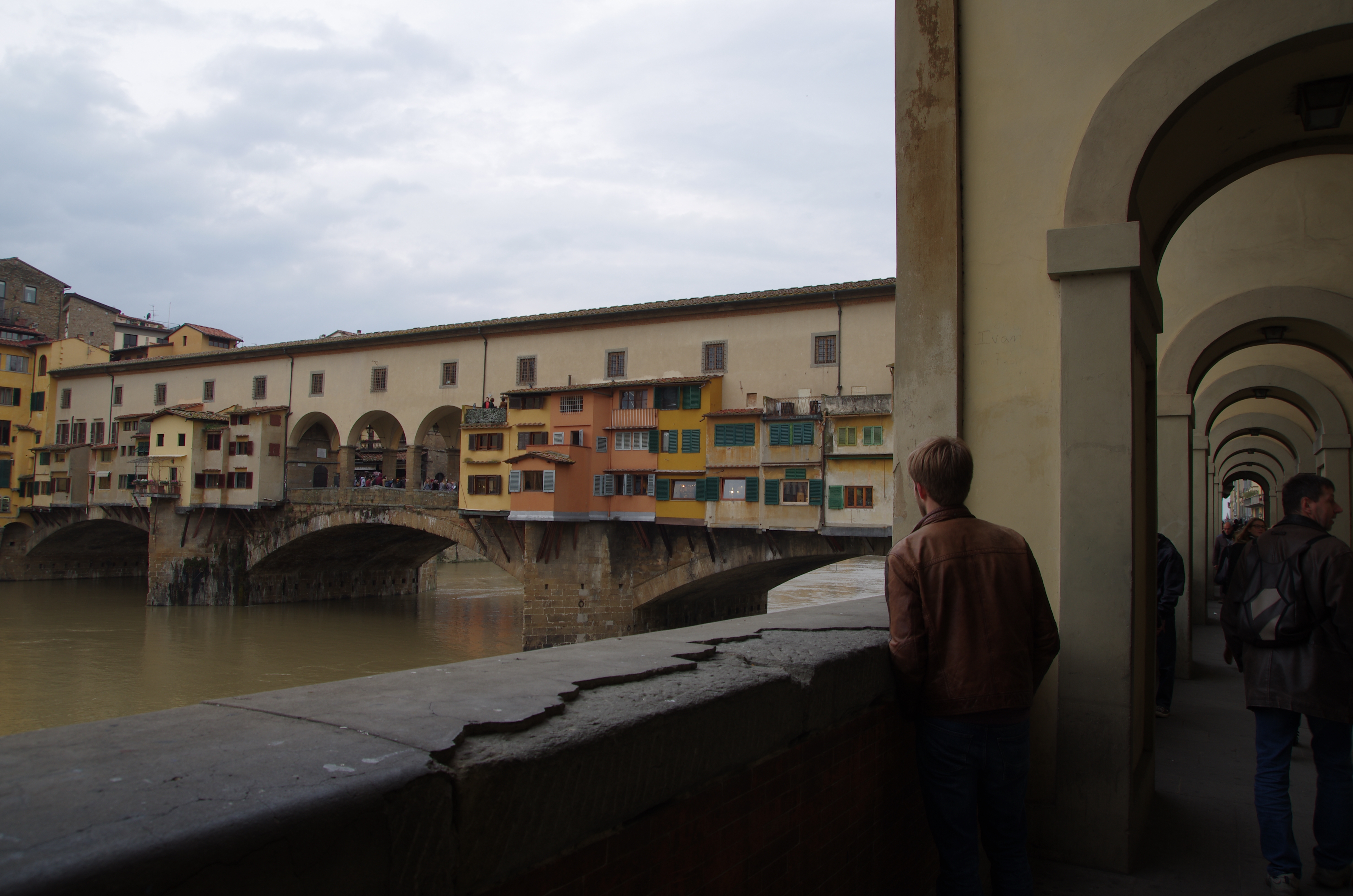
Коридор на Старому мосту через річку Арно
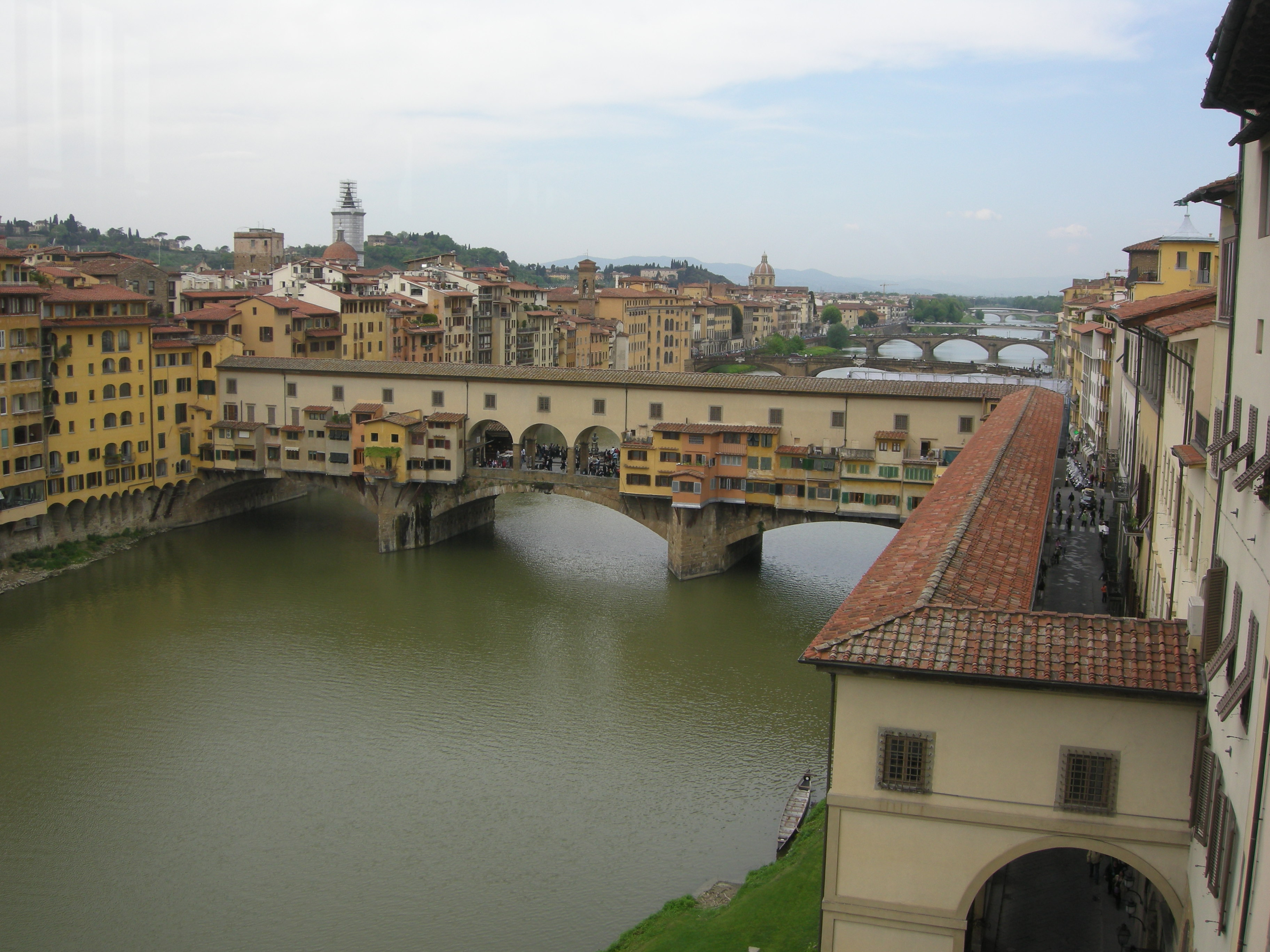
Коридор і Старий міст зверху

## Інтер'єри коридору

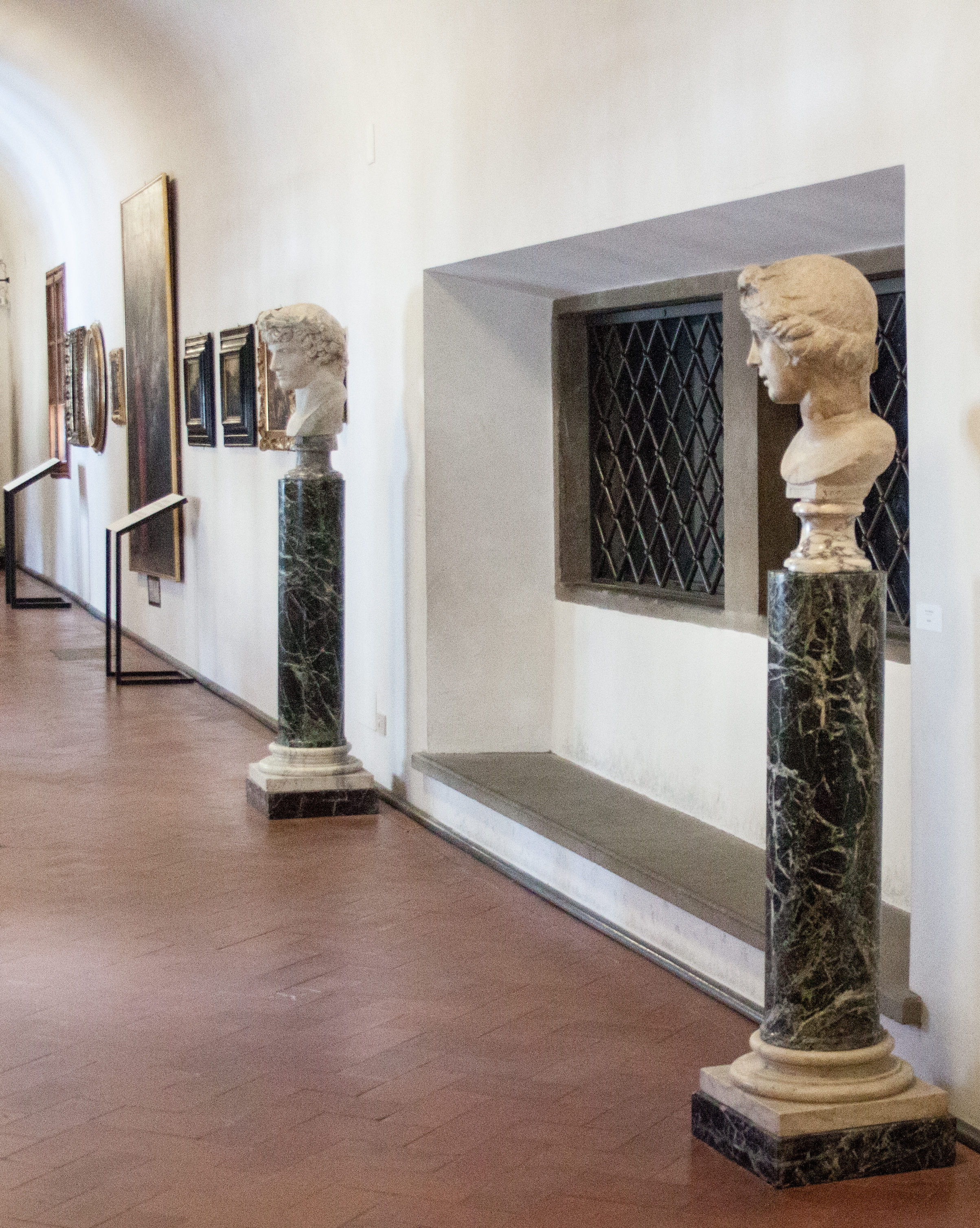

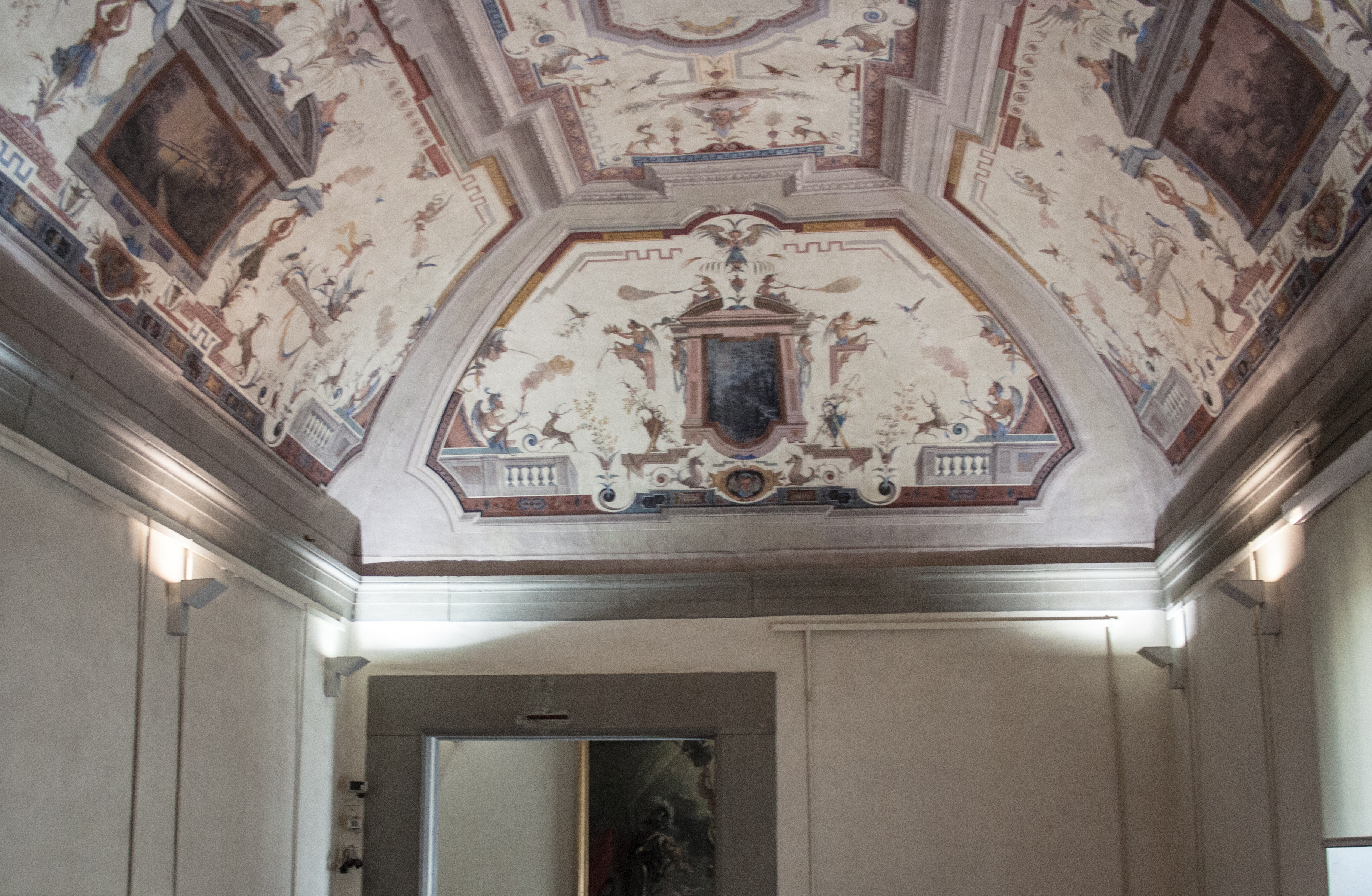
Стінописи на склепіннях в коридорі
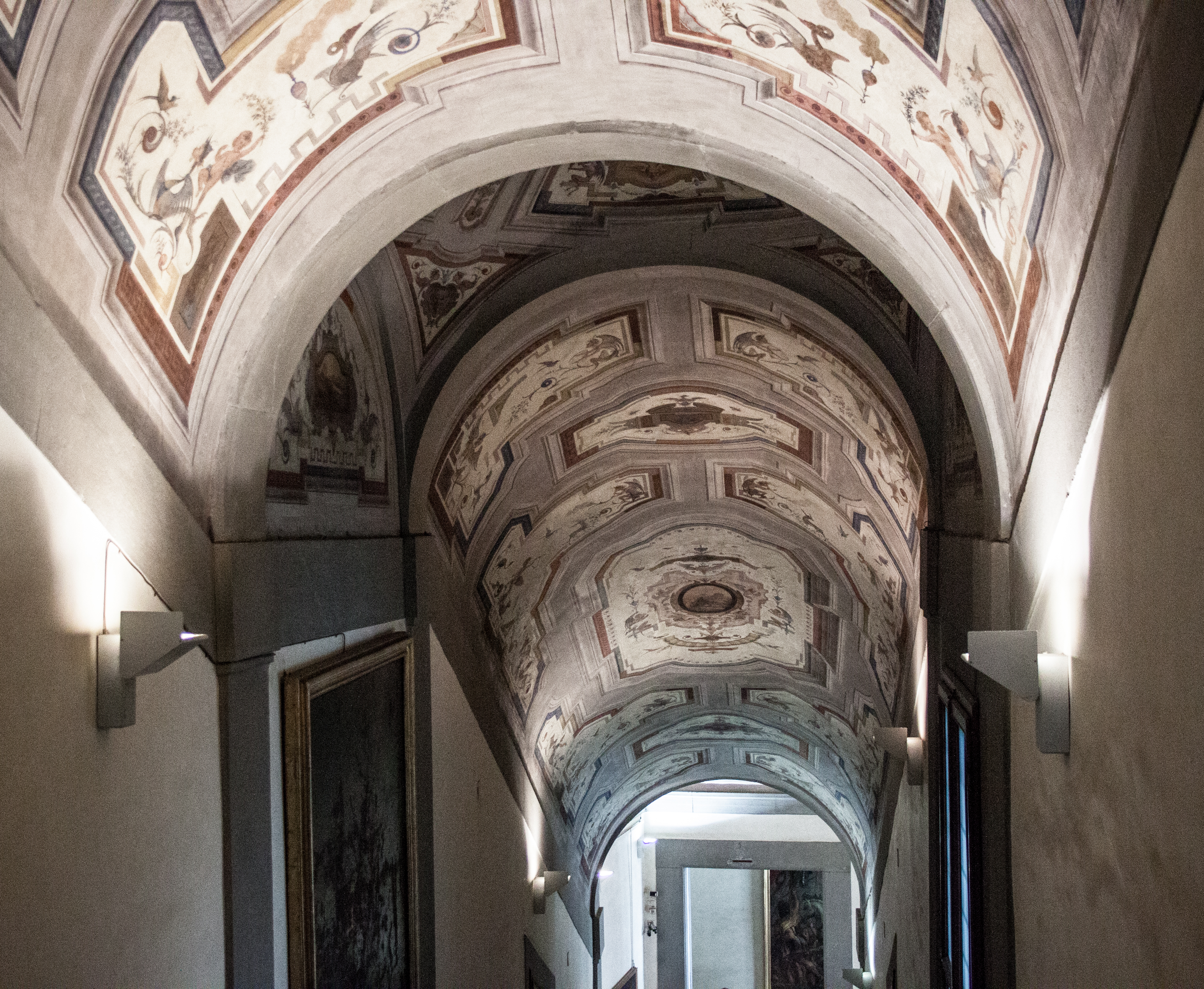
Склепіння над сходинками
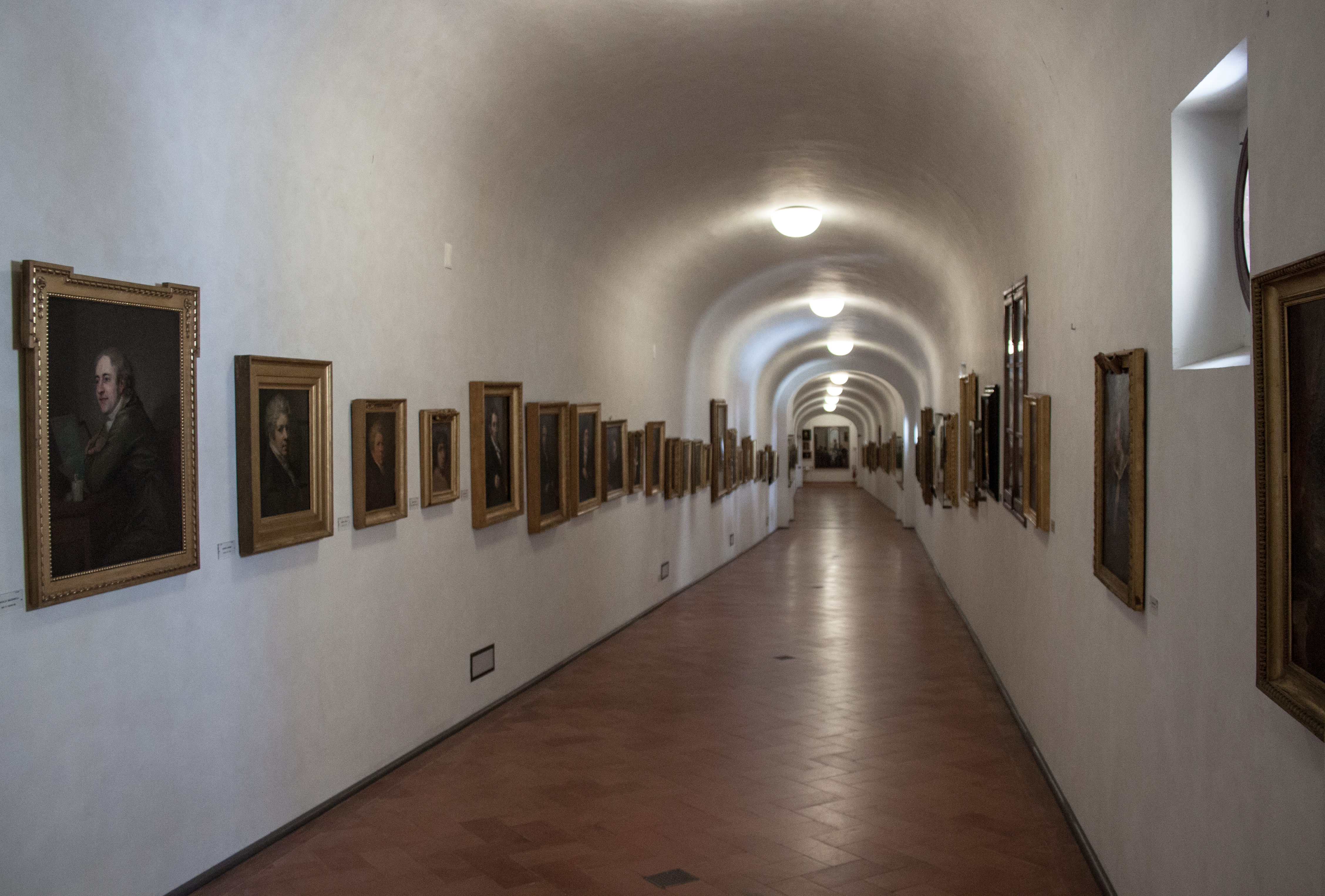
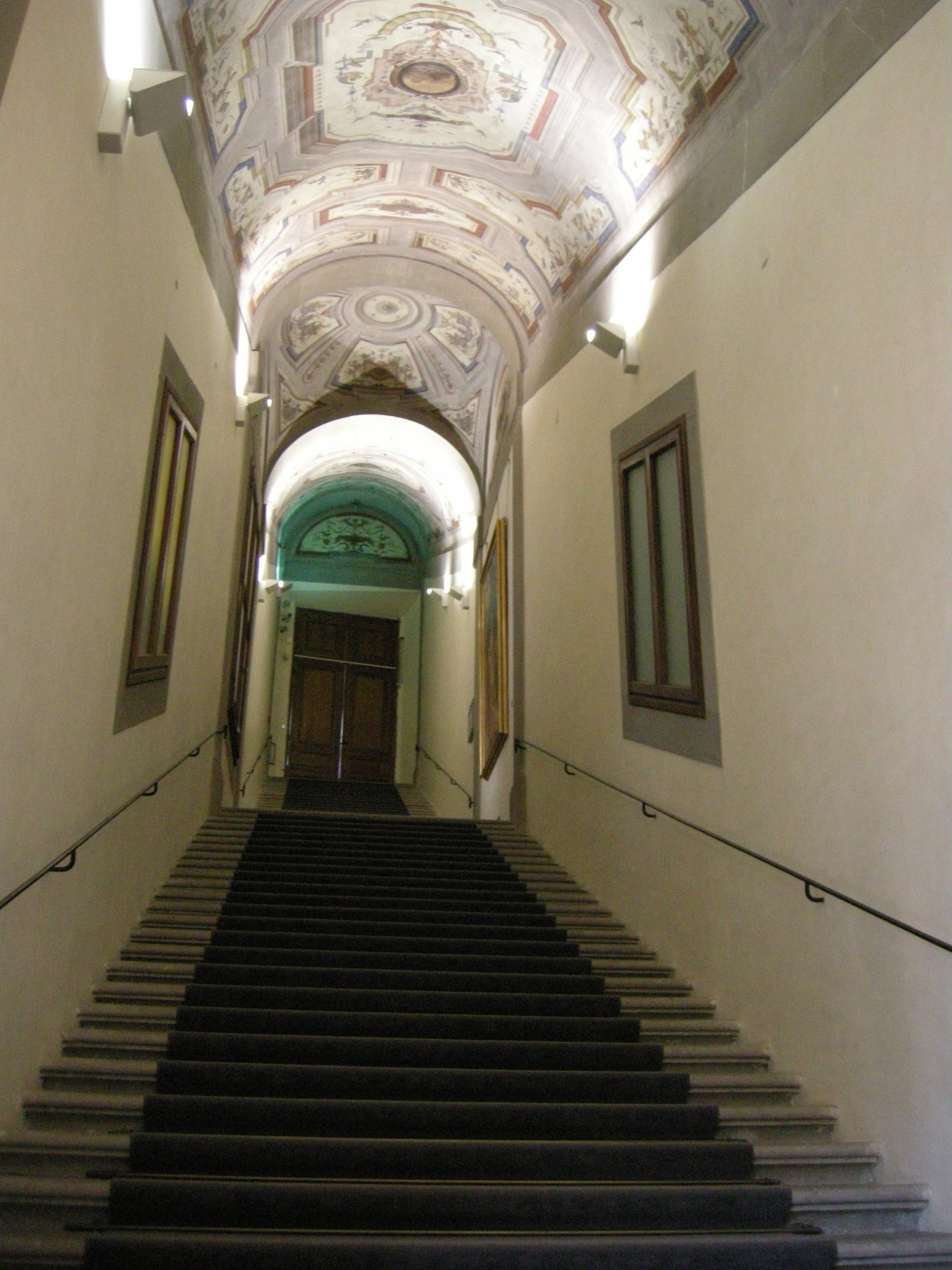

## Скарбниця автопортретів художників
Коридор давно скарбниця автопортретів різних художників. Серед них Рафаель Санті, Джуліо Романо, Антоніс Мор, Лука Джордано, Тиціан, Пітер Пауль Рубенс, Рембрандт, Ежен Делакруа, Орест Кіпренський, Іван Айвазовський, Фредерік Лейтон, Карл Ларссон, Андерс Цорн, Джованні Больдіні, Джон Сінгер Сарджент, Марк Шагал…
Копій мало, але вони мають історичне значення, серед них старовинна копія автопортрета Альбрехта Дюрера. В 20 ст., коли почали опікуватись гендерними проблемами, звернули увагу й на автопортрети відомих жінок-художниць. Кількість автопортретів досягла півтори тисячі зразків, а картин близько семи сотень.

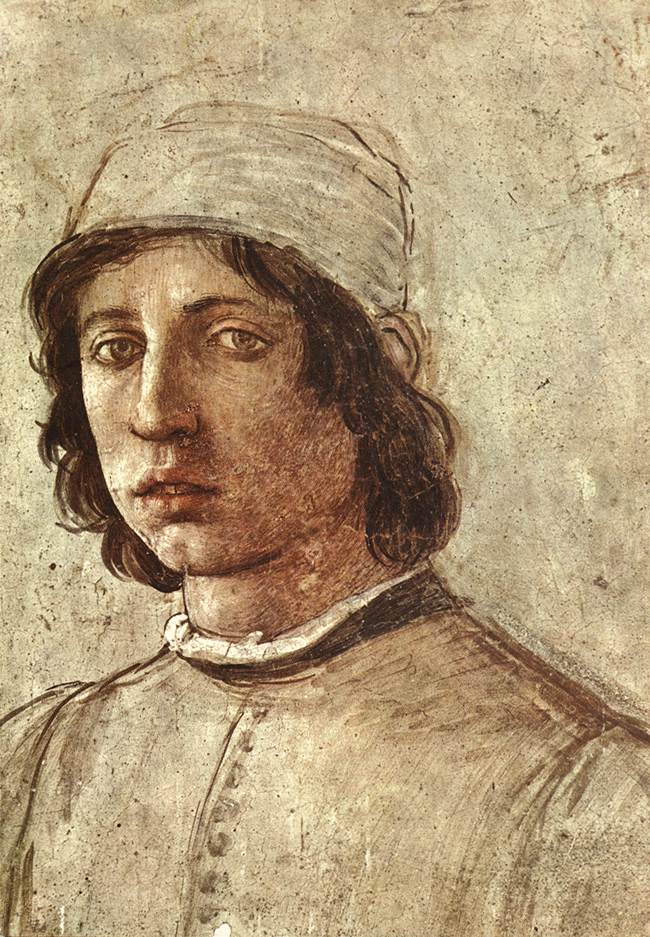
Філіппіно Ліппі
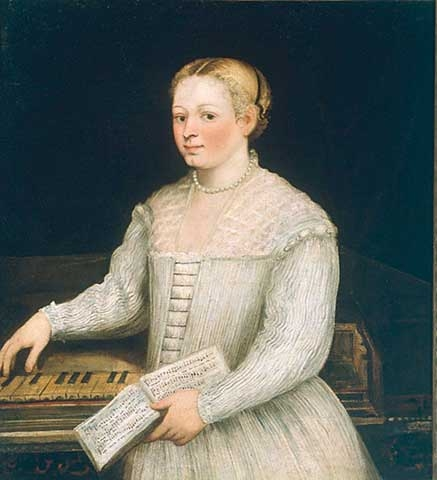
Донька Якопо Тінторетто, автопортрет
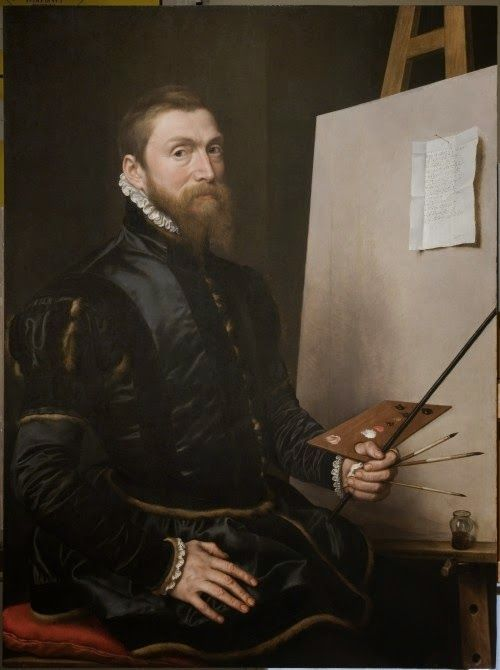
Антоніс Мор
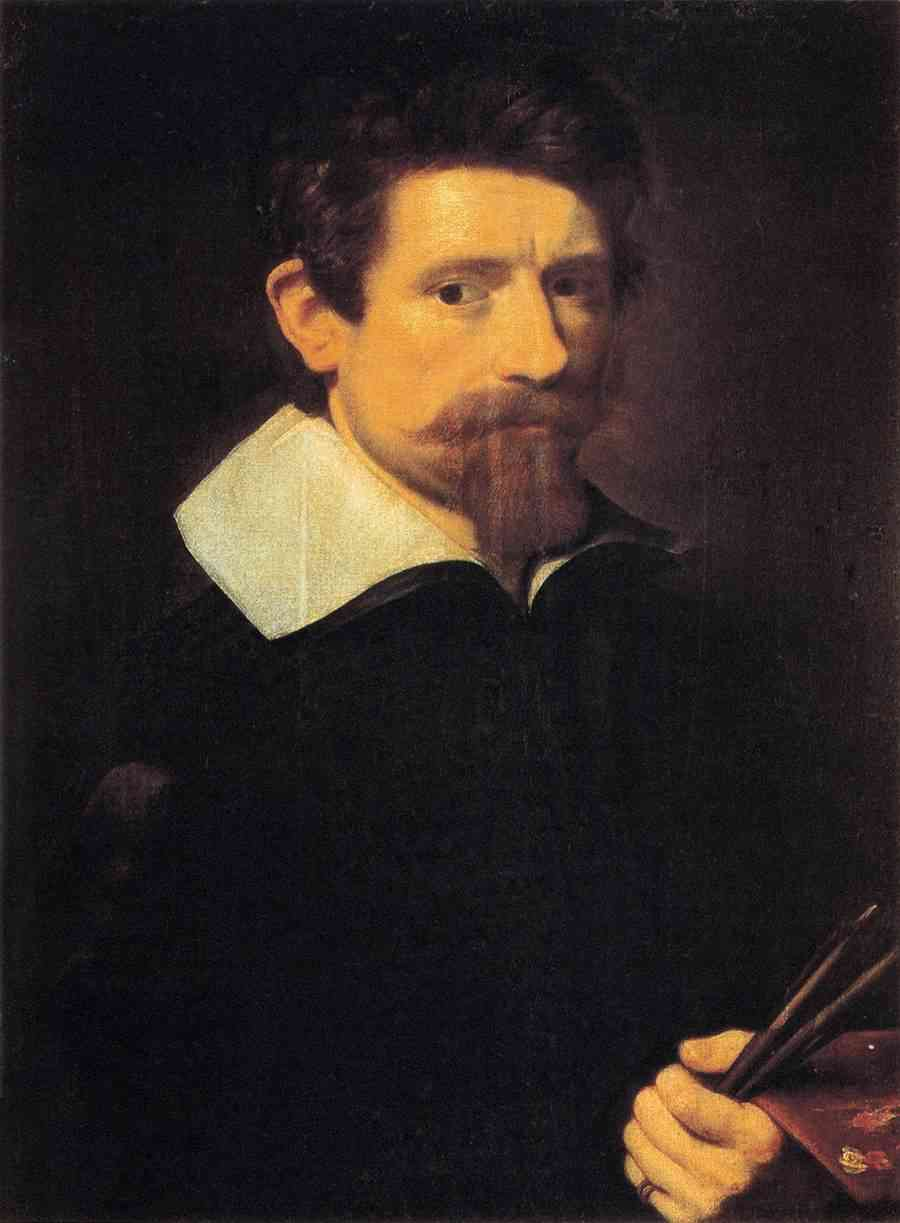
Адам Ельсгаймер
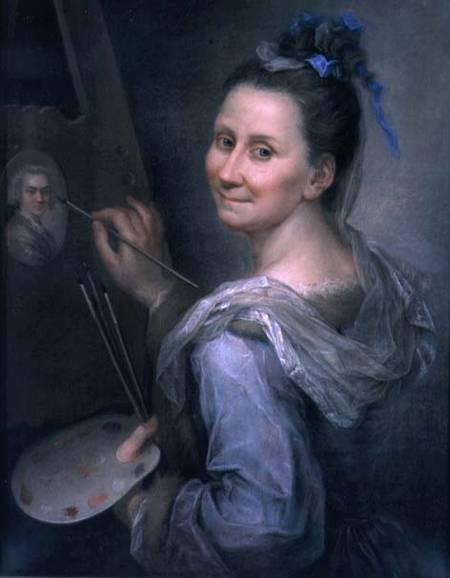
Джованна Фрателліні
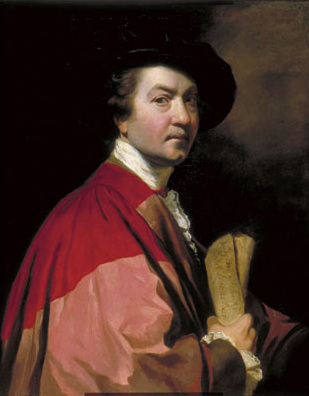
Джошуа Рейнольдс
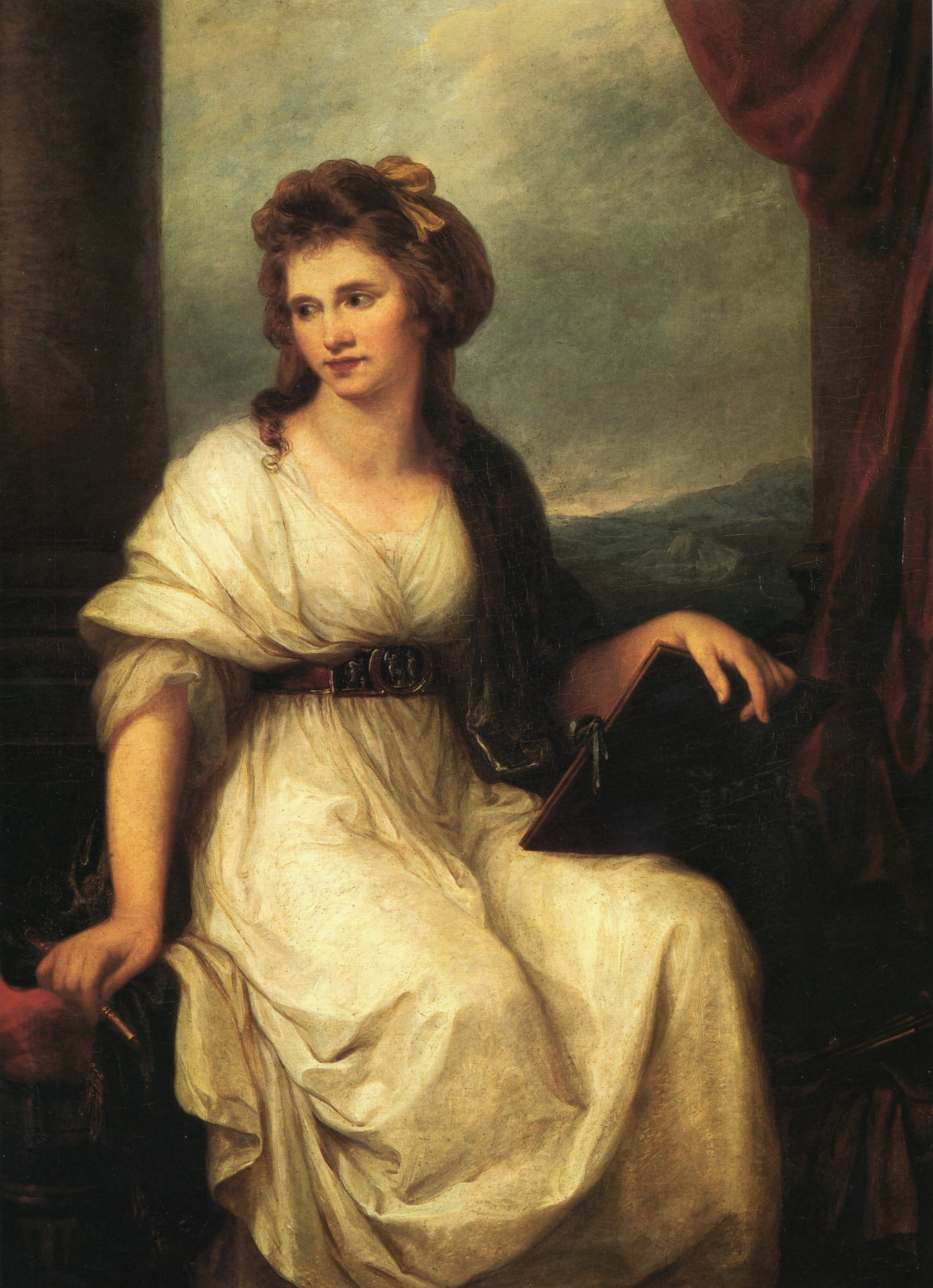
Ангеліка Кауффманн
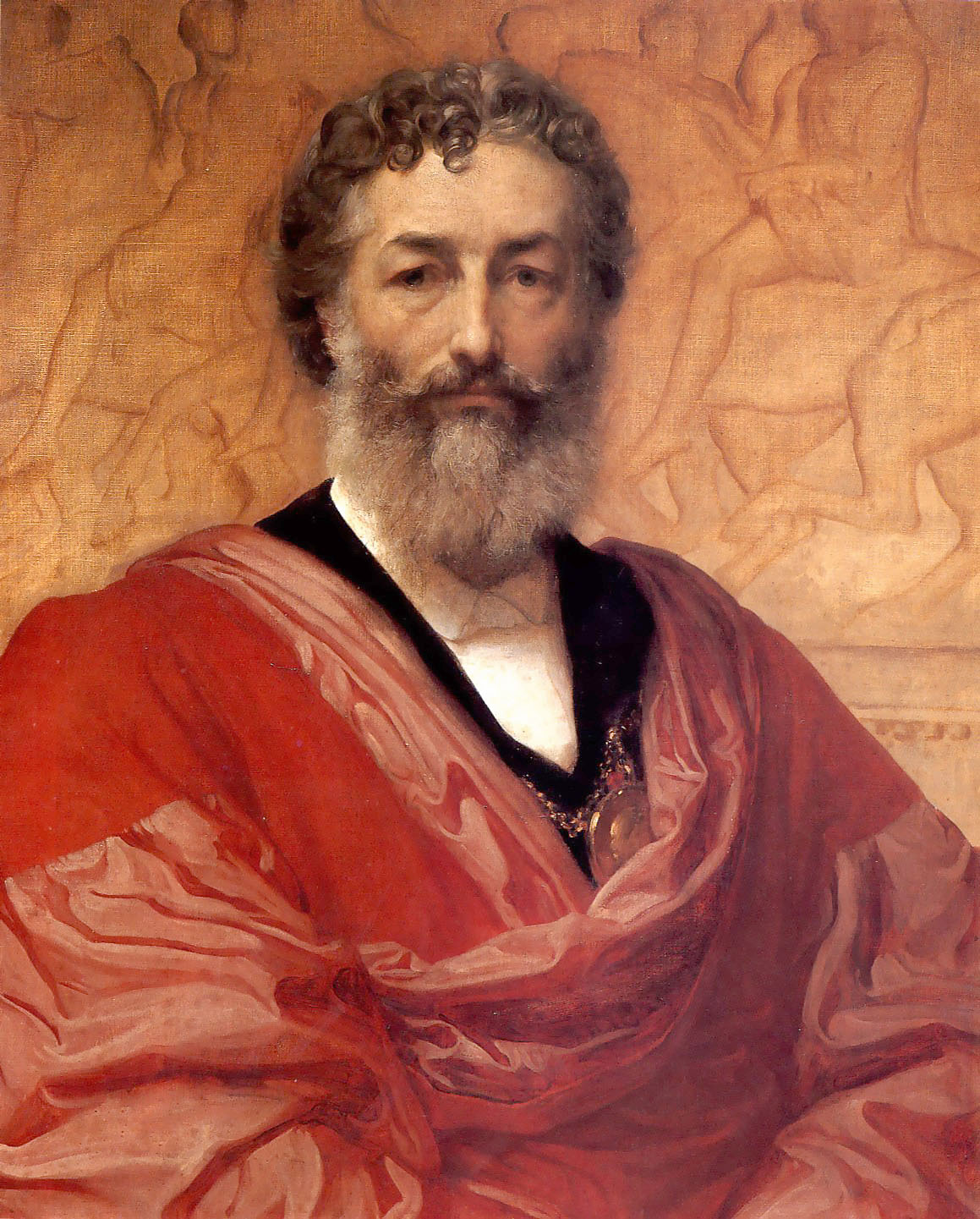
Фредерік Лейтон
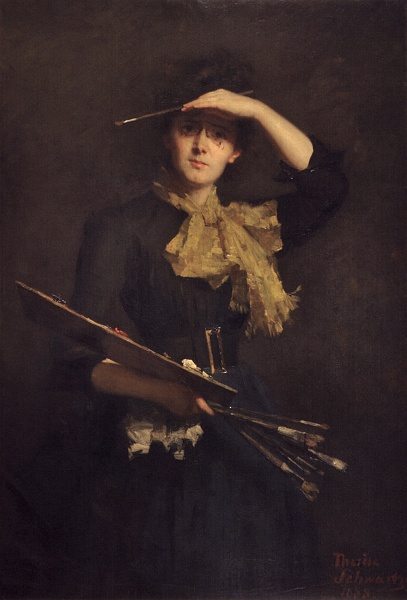
Тереза Шварц
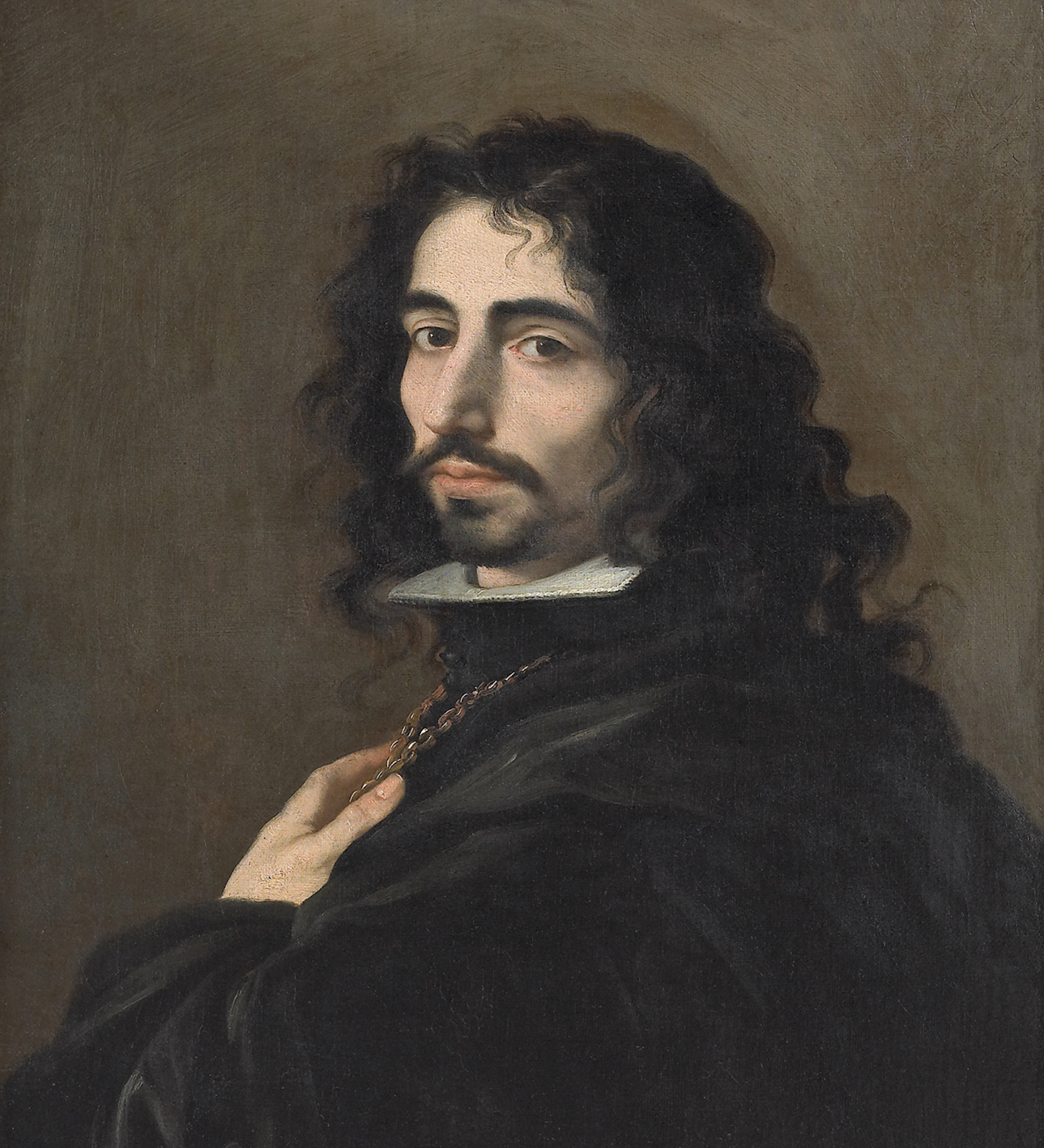
Лука Джордано
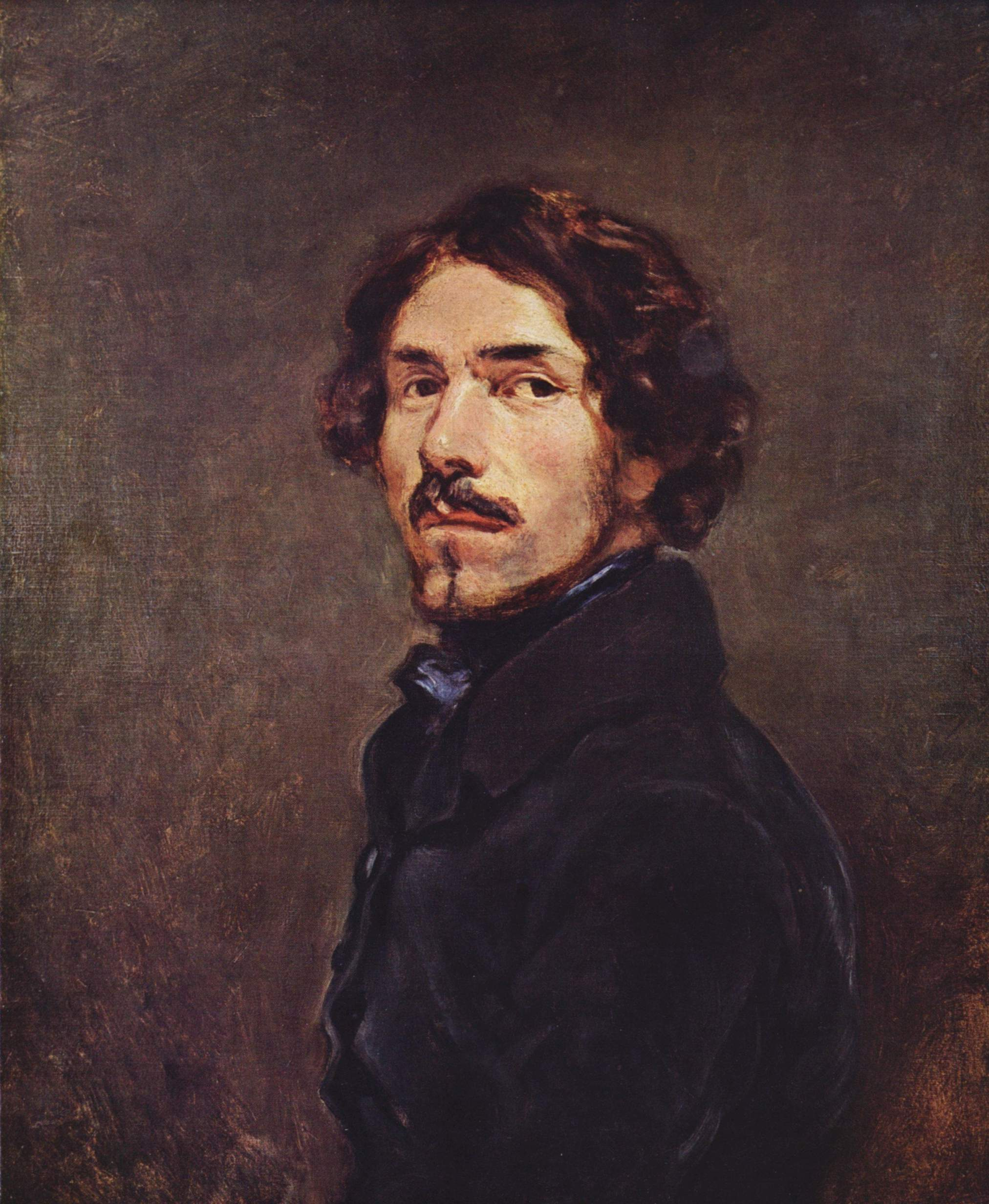
Ежен Делакруа
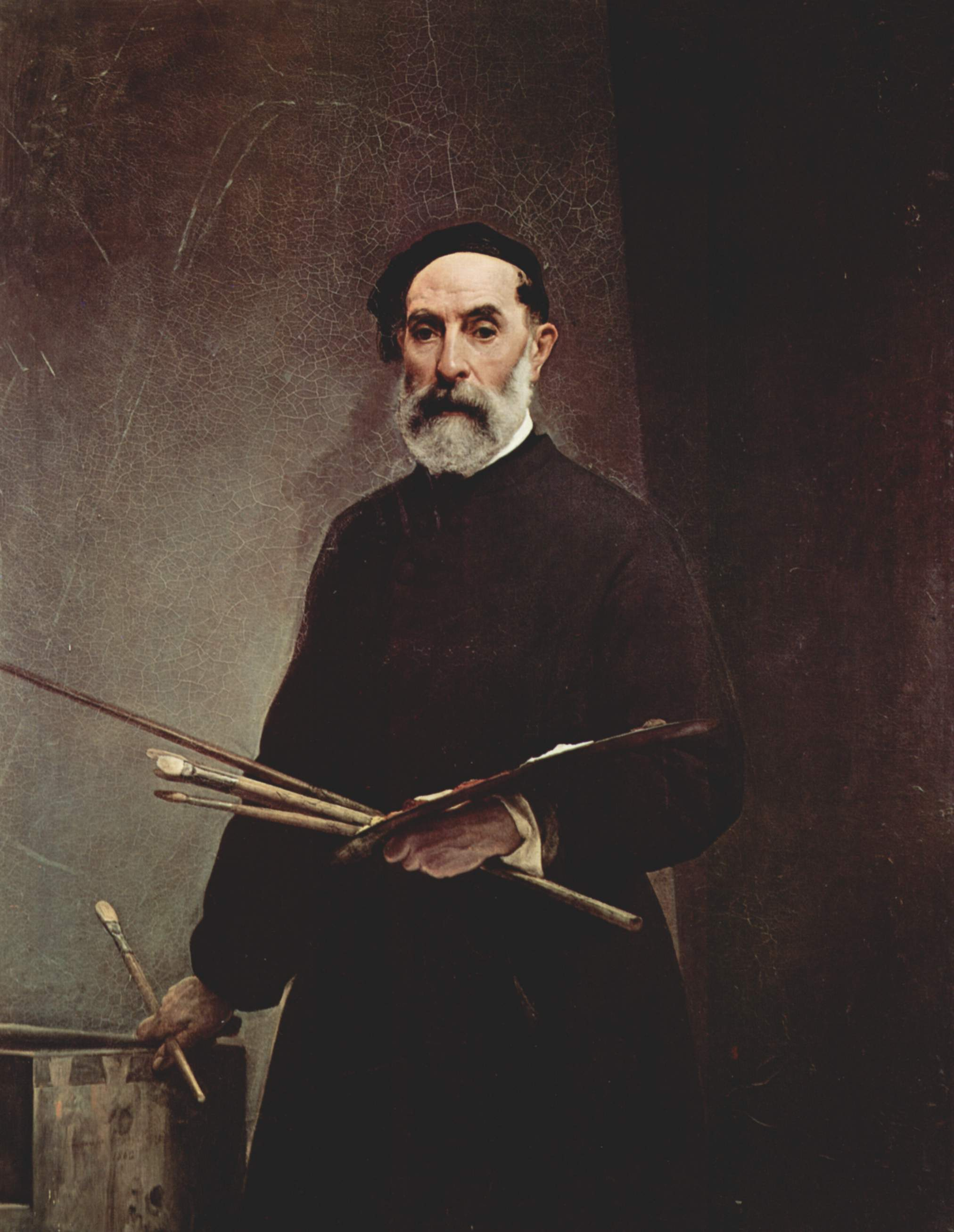
Франческо Аєц

## Особливості роботи

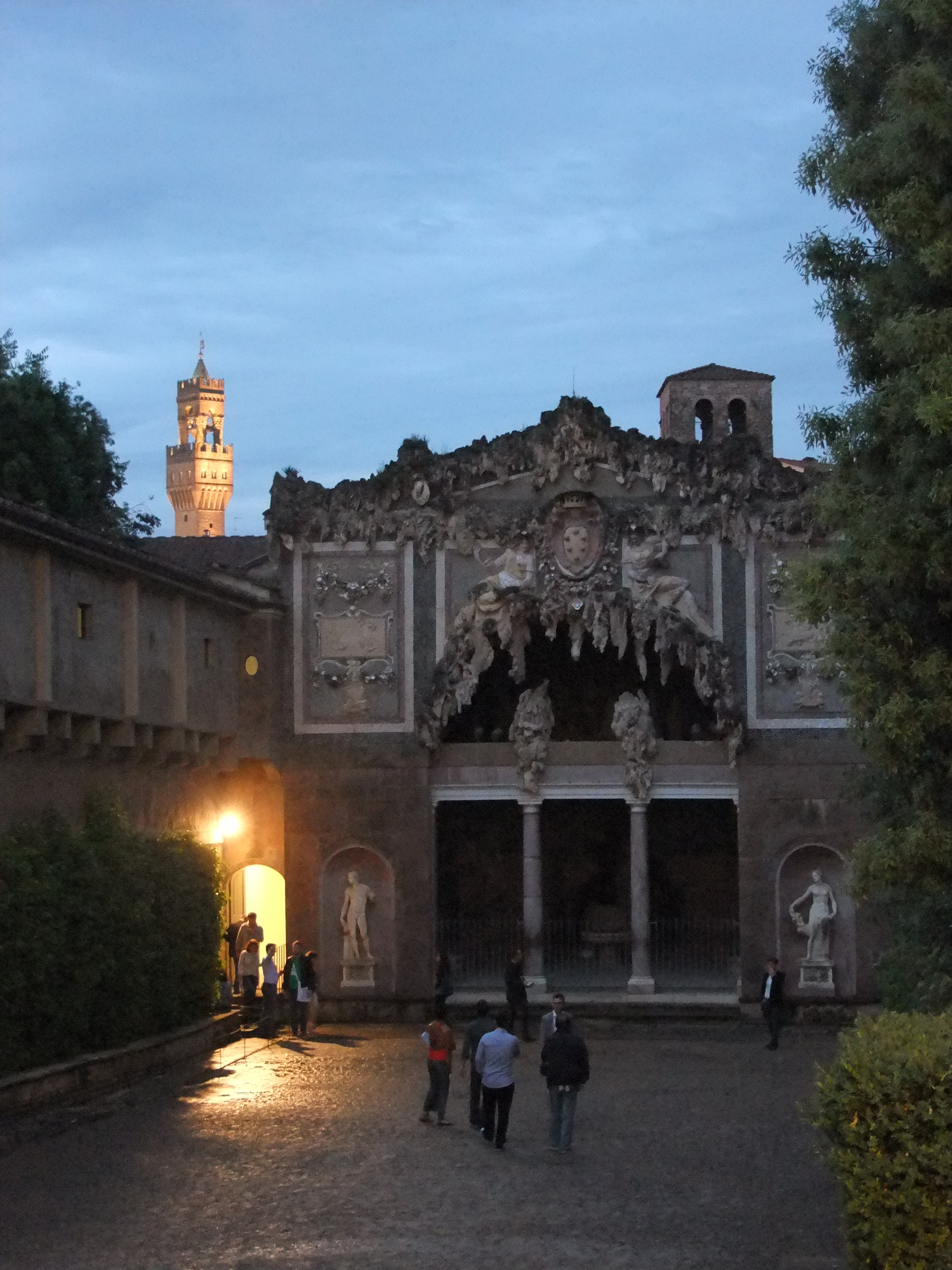
Вихід екскурсії надвечір з коридору біля Гроту Буонталенті

Відвідати коридор Вазарі дозволено лише з екскурсією у кількості не більше 20 осіб. Вони проводяться нечасто і вимагають залишати замовлення заздалегідь. Діти до дванадцяти років та інваліди на візках не допускаються (останні з міркувань безпеки інвалідів тому, що там є вузькі ділянки зі східцями, котрі не обладнані похилими пандусами). Ціна квитка мінлива від пори року, найбільша ціна 85-89 евро з одної особи. Тривалість екскурсії лише одну годину і ніяк не більше, незважаючи на скарги екскурсантів. Кількість експонатів настільки велика, що екскурсоводи не встигають навіть перелічити імена художників в коридорі. Вхід від галереї Уффіці, а вихід з двері, що розташована біля Гроту Бонталенті в Садах Боболі.
В 2020 році коридор зачинили на черговий ремонт. В самому коридорі обладнали вентиляцію, відеоспостереження, систему пожежегасіння тощо. Аби не позбавляти відвідувачів галереї Уффіці вражень від багатої колекції автопортретів уславлених митців минулого і сьогодення, частка картин перенесена у інші доступні палаци і помешкання.
В планах на майбутнє — збільшення пропускної здатності старовинної споруди після її ремонту та сучасного удосконалення.